# Ріхард Беттхер
Ріхард Беттхер (нім. Richard Böttcher; 2 жовтня 1906, Фленсбург — 21 жовтня 1973) — німецький офіцер-підводник, оберлейтенант-цур-зее крігсмаріне.

## Біографія
В 1925 році вступив на флот. З грудня 1941 року — штурман в 9-й флотилії підводних човнів. В червні-вересні 1942 року пройшов курс командира підводного човна. З 1 жовтня 1942 по 6 вересня 1943 року — командир підводного човна U-139. З вересня 1943 по 8 травня 1945 року — навчальний офіцер в 20-й і 19-й флотиліях.

## Звання
- Лейтенант-цур-зее (1 липня 1942)
- Оберлейтенант-цур-зее (1 січня 1943)

## Нагороди
- Медаль «За вислугу років у Вермахті» 4-го і 3-го класу (12 років)
- Нагрудний знак підводника (12 грудня 1939)
- Залізний хрест
  - 2-го класу (15 грудня 1939)
  - 1-го класу (30 липня 1940)
- Хрест Воєнних заслуг 2-го класу з мечами (20 квітня 1944)